# Hefriga
Hefriga è un genere di crostacei estinti, appartenente ai decapodi. Visse nel Giurassico superiore (circa 155 - 150 milioni di anni fa) e i suoi resti fossili sono stati ritrovati in Germania.

## Descrizione
Questo animale, simile a un piccolo gamberetto, era lungo solo pochi centimetri. Hefriga era dotato di pereiopodi simili a quelli dell'attuale genere Palaemon. Le cinque paia di pereiopodi terminavano però in un unico elemento a forma di artiglio ricurvo. Il primo paio di pereiopodi era molto corto, mentre il secondo era molto allungato. Il cephalon possedeva un rostro dotato di circa dentelli dorsali; la superficie del carapace della specie più nota, Hefriga serrata, mostrava un delicato pattern di strie subparallele, così come il pleon. 

## Classificazione
Il genere Hefriga venne istituito da Munster nel 1839, sulla base di fossili ritrovati nel famoso giacimento di Solnhofen in Baviera. La specie tipo è Hefriga serrata, ma successivamente sono state descritte altre specie (H. rogerfrattigianii, H. norbertwinkleri, H. proboscideawulfi), tutte provenienti dalla zona dei calcari litografici del Giurassico superiore bavarese. 

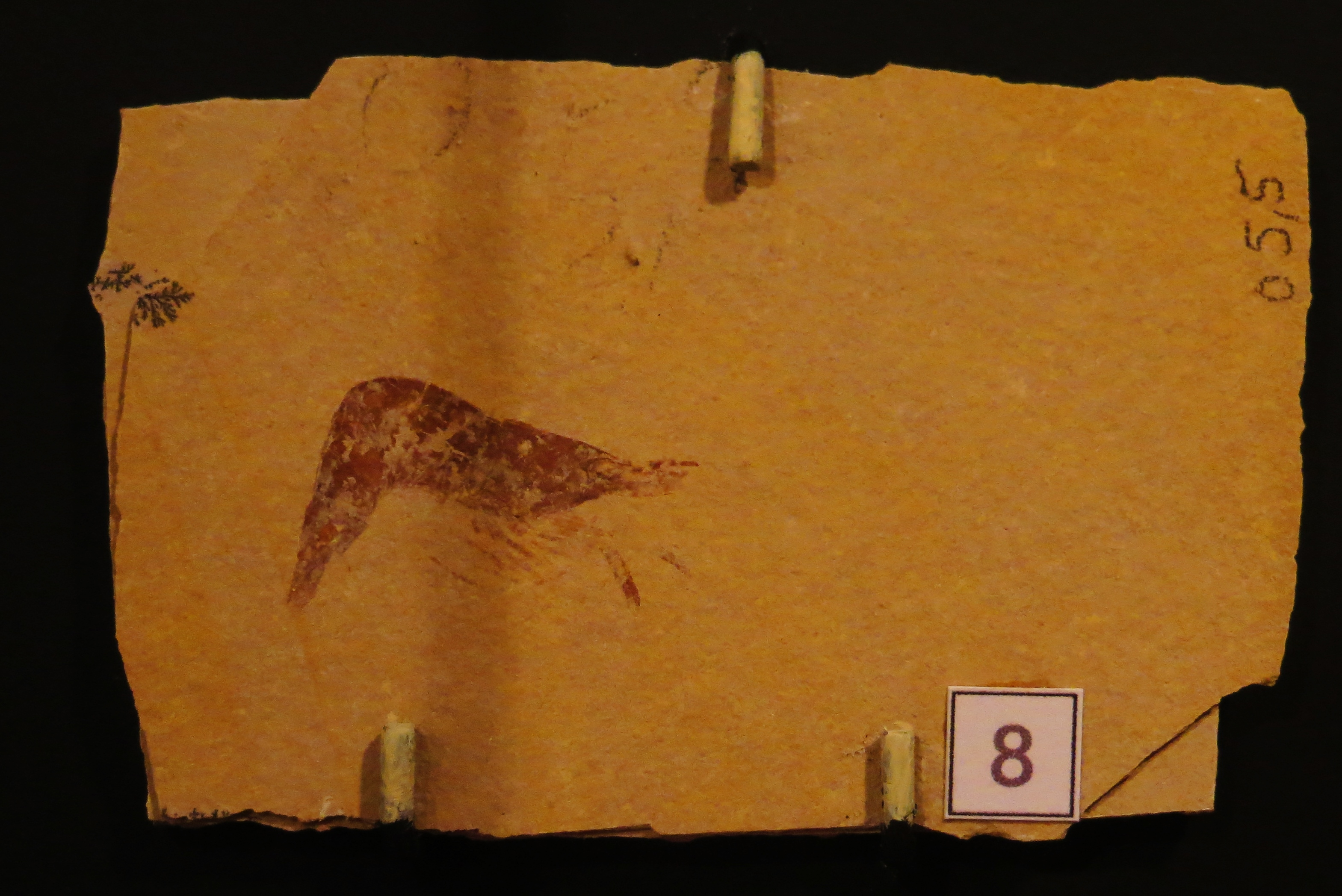
Fossile di Hefriga sp.

Non è chiaro a quale gruppo di crostacei decapodi appartenesse Hefriga; è certo che fosse un membro dell'infraordine Caridea, ma le parentele di questa forma e di altre simili (ad esempio Occultocaris) con le altre del gruppo rimangono incerte.